# Ghiacciaio Orr
Il ghiacciaio Orr è un ghiacciaio situato sulla costa di Oates, nella regione nord-occidentale della Dipendenza di Ross, in Antartide. In particolare, il ghiacciaio, il cui punto più alto si trova a circa 1800 m s.l.m., ha origine nella parte nord-occidentale della dorsale Lanterman, nella zona centro-meridionale dei monti Bowers, e da qui fluisce verso ovest a partire dal circo presente tra il monte Moody e il monte Bernstein, fino ad unire il proprio flusso a quello del ghiacciaio Rennick.

## Storia
Il ghiacciaio Orr è stato mappato da membri dello United States Geological Survey grazie a fotografie scattate durante ricognizioni aeree effettuate dalla marina militare statunitense nel periodo 1960-62, ed è stato poi così battezzato dal comitato consultivo dei nomi antartici in onore del maggiore della marina militare statunitense Thomas L. Orr, ufficiale logistico dello staff del comandante della forza di supporto navale statunitense in Antartide nel 1968 e nel 1969.